# Dares validispinus
Dares validispinus ist ein typischer Vertreter der zu den Gespenstschrecken zählenden Gattung Dares. Die Art ist im Nordwesten der Insel Borneo heimisch.

## Merkmale
Die flügellosen Tiere zeigen den für die Gattung typischen Habitus. So werden die Weibchen etwa 4 bis knapp 5 cm lang, haben keine Stacheln und auf der Körperoberfläche viele Tuberkel. Die Färbung wird meist von eher dunklen Brauntönen dominiert. Häufig sind hellbraune bis gelbliche, symmetrisch auf beiden Körperhälften angeordnete Flecken zu finden. Die Unterseite ist hellbraun bis beige gefärbt. Die Fühler bestehen aus meist 24, seltener bis zu 26 Segmenten. Ihr Basalglied (Scapus) ist flach und hat auf der Außenseite ein Zähnchen. Wie für die Gattung typisch, ist auch das Abdomen der Weibchen von Dares validispinus in der Mitte am breitesten und bei adulten, eierlegenden Tieren dort auch am höchsten. Männchen bleiben mit 3,5 bis 4,1 cm Länge zwar kleiner als die Weibchen, sind damit im Schnitt aber etwas länger als die Männchen der nahe verwandten Dares verrucosus. Sie sind relativ kontrastreich gefärbt. Auf dem dunkelbraun glänzenden Körper finden sich verschiedene längs angeordnete, hellbraune bis gelbe Bereiche, welche auf dem Abdomen einen hellen Mittelstreifen ergeben. Auf dem Thorax, genauer auf dem Meso- und Metathorax sind mehrere dieser gelben Bereiche so angeordnet, dass sie insbesondere von der Seite betrachtet wie ein braun-gelbes Streifenmuster wirken, welches jeweils zu den Stacheln leicht ansteigt und dadurch etwas wellig wirkt. Auch die Beine sind komplett dunkelbraun gefärbt. Auf dem Kopf tragen die Männchen vier mehr oder weniger deutliche Stacheln. Am hinteren Meso- und Metanotumrand sitzt jeweils ein weiteres Stachelpaar. Seitlich der Stacheln an Meso- und Metanotum befindet sich je ein weiterer Stachel an den Pleuren. Anders als bei Dares verrucosus und Dares ulula fehlt den Männchen von Dares validispinus ein deutliches Stachelpaar am Vorderrand des Mesothorax. Auf der Oberseite der hinteren Abdomenhälfte befinden sich 3 bis 4 paarig angeordnete, stachelartige Fortsätze. Die Fühler der Männchen bestehen aus jeweils 23 Segmenten.

## Vorkommen und Lebensweise
Dares validispinus ist entlang eines breiten Streifens im Nordwesten der Insel Borneo heimisch, wo sie von Sarawak über Brunei bis nach Sabah nachgewiesen wurde. Daneben gibt es auch einen Nachweis aus dem Bereich Labuan.
Auch diese Dares-Art ist nachtaktiv. Tagsüber verbergen sich die Tiere. Darüber hinaus sind sie durch ihre Färbung und Körperform leicht mit Pflanzenteilen zu verwechseln. Diese Strategie der Tarnung (hier Phytomimese) wird auch dann nicht aufgegeben, wenn die Tiere entdeckt werden. Bei Berührung lassen sie sich zu Boden fallen, um dort reglos in Schreckstarre zu verharren. Erst wenn keine weitere Berührung erfolgt bewegen sie sich langsam wieder in Richtung eines geeigneten Verstecks.
Pro Woche werden lediglich zwei bis drei Eier am Boden abgelegt. Diese sind annähernd kugelförmig und im Durchmesser ca. 3,2 mm groß und von dunkelbrauner Färbung, mit unregelmäßigen graubraunen Flecken. Auf der Oberfläche befinden sich 0,3 mm lange, cremeweiße, gebogene Härchen, wodurch die Eier oft aneinander hängen bleiben. Die großflächige Mikropylarplatte ist dreiarmig. Einer der Arme zeigt Richtung Deckel und erreicht diesen fast, während die anderen beiden zirkulär um das untere Viertel des Eis verlaufen (Siehe auch Bau des Phasmideneis). Der fast runde Deckel (Operculum) hat einen Durchmesser von 2,0 bis 2,4 mm. Nach vier bis sechs Monaten schlüpfen die die etwa 14 mm langen Nymphen. Ältere weibliche Nymphen sind oft kontrastreich rotbraun und hell gemustert. Häufig zeigen sie, wie für viele Vertreter der Gattung typisch, ein paar heller, fast weißer Flecken an der Basis des Abdomens. Bis sie zu Imagines herangewachsen sind vergeht etwa ein Jahr. Adulte Weibchen können etwa zwei Jahre alt werden. Männchen sind kurzlebiger.

## Taxonomie und Systematik
Carl Stål beschrieb die Art im Jahr 1875 als Typusart der gleichzeitig errichteten Gattung Dares. Das von ihm gewählte Artepitheton „validispinus“ ist dem Lateinischen entlehnt und bedeutet „kräftig bedornt“. Klaus Günther stellte die Art 1935 als Juniorsynonym zur älteren Dares ulula. Der österreichische Entomologe Burghard Hausleithner identifizierte trotz dieser Synonymisierung die von ihm 1991 am Naturhistorischen Museum Wien untersuchten Tiere als Dares validispinus und synonymisierte die 1906 beschriebene Dares verrucosus mit dieser. Philip E. Bragg stellte 1998 bei den von Hausleithner untersuchten Tieren fest, dass lediglich die Weibchen zu Dares validispinus gehören, während es sich bei der männlichen Nymphe um einen Vertreter von Dares verrucosus handelt, die folgerichtig deshalb wieder validisiert wurde. Aus den zwei von Stål beschriebenen und als Paralectotypen im Naturhistorischen Museum Wien hinterlegten Männchen wurde ein Tier als Lectotypus ausgewählt.

## Terraristik
Allan Harmann und Mary Salton brachten 1979/80 die ersten lebenden Tiere dieser Art aus dem Batu Niah National Park in Sarawak mit nach Großbritannien. Damit ist Dares validispinus die erste Art der Gattung, die in den Terrarien der europäischen Liebhaber gepflegt wurde. Weitere Importe erfolgten beispielsweise 1994 durch Mel Herbert aus Brunei und 1996 durch Frank Hennemann und Oskar Conle vom Mount Serapi in Sarawak. Ein 2017 von Jonah Voo Zhong Xuan in Sabah gesammelter und seitdem in Zucht befindlicher Stamm wird unter Angabe des Fundortes als Dares validispinus 'Kiansom' bezeichnet.
Dares validispinus ist leicht zu halten und zu züchten. Bevorzugt wird eine höhere Luftfeuchtigkeit, die durch eine mit feuchtem Moos abgedeckte Schicht Erde erreicht werden kann. In der Zucht werden Blätter von Brombeeren und vielen anderen Rosengewächsen gefressen, außerdem auch die von Haseln, Eichen und Salal.
Von der Phasmid Study Group wird Dares validispinus unter der PSG-Nummer 38 geführt.

## Belege
1. 1 2 3 4  Philip E. Bragg: Phasmids of Borneo, Natural History Publikations (Borneo) Sdn. Bhd., Kota Kinabalu, Sabah, Malaysia, 2001, S. 132–133, S. 153–158, ISBN 983-812-027-8.
2. 1 2 3  Holger Dräger: Gespenstschrecken der Familie Heteropterygidae Kirby, 1896 (Phasmatodea) – ein Überblick über bisher gehaltene Arten, Teil 2: Die Unterfamilie Dataminae Rehn & Rehn , 1839, ZAG Phoenix, Nr. 5, Juni 2012 Jahrgang 3(1), S. 22–45, ISSN 2190-3476.
3. 1 2  Phasmatodea.com von Oskar V. Conle, Frank H. Hennemann, Bruno Kneubühler & Pablo Valero
4. 1 2  Sven Bradler & Christoph Seiler: Phasmiden – Lebensweise – Pflege – Zucht. Ulmer, Stuttgart, 2012, S. 88–89. ISBN 978-3-8001-7422-5.
5. ↑  Philip E. Bragg: A revision of the Heteropteryginae (Insecta: Phasmida: Bacillidae) of Borneo, with the description of a new genus and ten new species, Zoologische Verhandelingen, Leiden 316, 1998 S. 47–69, figs 1–150. ISSN 0024-1652/ISBN 90-73239-61-3, Online-Version.
6. ↑  Paul D. Brock, Thies H. Büscher & Edward W. Baker: Phasmida Species File Online. Version 5.0. (abgerufen am 31. Oktober 2020)
7. ↑  Phasmid Study Group Culture List (englisch)